# Gabriele Tinti (écrivain)
Pour les articles homonymes, voir Tinti et Gabriele Tinti.
Gabriele Tinti (né le 18 décembre 1979 à Jesi) est un poète, écrivain et critique d’art italien.

## Biographie
Gabriele Tinti a écrit en s’inspirant de quelques chefs-d’œuvre de l’art antique tels que Pugiliste des Thermes, le Galate couché, le Jeune Victorieux (athlète de Fano), le Faune Barberini, le Discobole, les Marbres Elgin, l’Hercule Farnèse et beaucoup d’autres encore, collaborant avec des institutions telles que le Musée archéologique national de Naples, les Musées du Capitole, le Musée national romain, le Musée de l’Ara Pacis, le J. Paul Getty Museum de Los Angeles, le British Museum de Londres, le Metropolitan Museum of Art de New York, le LACMA de Los Angeles et la Glyptothèque de Munich.
En 2014 il a été invité à participer à la Special Edition Series du SouthBank Centre de Londres.
En 2016 il a publié Last words (Skira Rizzoli) en collaboration avec l’artiste américain Andres Serrano.
Entre 2016 et 2018 il a composé quelques poésies sur des sujets mythologiques, inspirées par les chefs-d’œuvre de Giorgio De Chirico. Ses textes ont été lus  au Metropolitan Museum of Art et à la Collection Peggy Guggenheim par Burt Young, au MOMA de New York par Vincent Piazza et au Museo del 900 de Milan par Alessandro Haber.
En 2018 son projet de poésie paraphrastique Rovine a reçu le prix Montale au cours d’une cérémonie au Musée national romain du palais Altemps.
La même année il a étendu son œuvre, inspirée par les chefs-d’œuvre de l’art, également à la peinture de la Renaissance, avec une lecture à la Pinacothèque de Brera et à la Galerie nationale du Palazzo Spinola, de nouveau en collaboration avec l’acteur Alessandro Haber.
En février 2020, il est retourné au British Museum pour une lecture inspirée des héros de la guerre de Troie à l'occasion de l'exposition ‘Troy Myth and Reality’.
À l'occasion de la Journée mondiale de la poésie, le 21 mars 2020, le Musée national romain a présenté la première visite audio poétique muséale au monde avec ses textes et des lectures de Marton Csokas, Alessandro Haber, Franco Nero et Kevin Spacey. Pendant la pandémie de coronavirus, il a lancé une série d'événements virtuels avec le Musée national romain et les Musées du Capitole en collaboration avec les artistes Abel Ferrara, Malcolm McDowell, Robert Davi et Marton Csokas.
En 2021, le retour de la collaboration avec Abel Ferrara s’est marquée par la lecture de ses poèmes inspirés du ‘Christ à la colonne’ de Donato Bramante, exposé à la Pinacothèque de Brera ,, puis répété à Naples devant Le Christ voilé, à Brera et, en 2022, aux Thermes de Caracalla, aux Galeries nationales d'art ancien de Palazzo Corsini, aux fouilles archéologiques de Pompéi, à la Ca’ d’Oro, au Musée Jacquemart-André de Paris et encore, en 2023, au Musée National Romain et à la Galerie Nationale de l'Ombrie.
Abel Ferrara a fait également lire un extrait du poème de Tinti inspiré du Christ à la colonne à Ethan Hawke dans le film Zeros and Ones de 2021. La même année, le projet Ruines a été rassemblé dans un livre par Eris Pres (Londres) et par le Libri Scheiwiller (Milan). Un recueil d’épigrammes de Gabriele Tinti a été publié en 2022 par La Nave di Teseo (Milan). Certaines poésies du volume ont été lues par Willem Dafoe au Musée National Romain.

## Poétique
Son œuvre se concentre sur le thème de la mort et de la souffrance et se présente le plus souvent sous la forme d’une poésie ecphrastique et épigrammatique. Ce qu’il chante dans ses poésies est l’humanité dramatique des pugilistes, des suicidés, des héros vaincus et des handicapés,.

## Collaborations
Ses poésies ont été lues par des acteurs tels que Joe Mantegna, Robert Davi, Marton Csokas, Vincent Piazza, Michael Imperioli, Franco Nero, Burt Young, Anatol Yusef, Luigi Lo Cascio, Alessandro Haber, Enrico Lo Verso et Jamie McShane.

## Collaboration avec Kevin Spacey
En 2019 il collabore avec Kevin Spacey, Oscar du meilleur acteur à deux reprises. Après avoir fait son retour à l’écran avec la vidéo Let me be Frank qui a attiré des  millions de visualisations, Spacey a lu les poésies de Tinti inspirées par le Pugiliste des Thermes, chef-d’œuvre de la statuaire antique conservé au Musée national romain du Palazzo Massimo. Cette lecture, qui a représenté le retour sur la scène de l’acteur, a été rapportée par la presse du monde entier,,,,.

## Œuvres
- The way of the cross, Umberto Allemandi et Cie, Turin – Venise – New York – Londres, 2011,  (ISBN 9788842220923)
- Ring the means of illusion, Revolver, Berlin, 2014  (ISBN 9783868952360)
- All over, Mimesis Edizioni, Milan, 2013  (ISBN 9788857519357)
- Last words, Skira, Milan, New York, 2016  (ISBN 9788857224244)
- The earth will come to laugh and to feast, powerHouse Books, New York, 2020  (ISBN 9781576879481)
- Rovine, Libri Scheiwiller, Milan; Eris Press, London, 2021  (ISBN 9788876446856)
- Sanguinamenti, La nave di Teseo, Milan, 2022  (ISBN 9788834610251)